# Frullaniaceae
Frullaniaceae, porodica jetrenjarki, dio reda Porellales. Sastoji se od tri roda sa 595 priznatih vrsta.
Porodica je opisana 1914.

## Rodovi
1. Frullania Raddi
2. Kaolakia Heinrichs, Reiner-Drehwald, K. Feldberg, von Konrat & A.R. Schmidt
3. Protofrullania Heinrichs